# Gare du Dorat
La gare du Dorat est une gare ferroviaire française des lignes : de Mignaloux-Nouaillé à Bersac, du Dorat à Limoges-Bénédictins et du Dorat à Magnac-Laval. Elle est située sur le territoire de la commune du Dorat dans le département de la Haute-Vienne en région Nouvelle-Aquitaine.
Elle est mise en service en 1867 par la Compagnie du chemin de fer de Paris à Orléans (PO).
C'est une gare de la Société nationale des chemins de fer français (SNCF) du réseau TER Nouvelle-Aquitaine desservie par des trains régionaux.

## Situation ferroviaire
Établie à 209 mètres d'altitude, la gare de bifurcation du Dorat, est située au point kilométrique (PK) 419,227 de la ligne de Mignaloux - Nouaillé à Bersac entre la gare ouverte Lathus et la limite de déclassement. Auparavant elle était située entre les gares, fermées depuis, de Thiat - Oradour et Droux.
Elle est également la gare d'origine, de la ligne du Dorat à Limoges-Bénédictins, avant la gare ouverte de Bellac, et de la ligne du Dorat à Magnac-Laval déclassée en totalité.

## Histoire

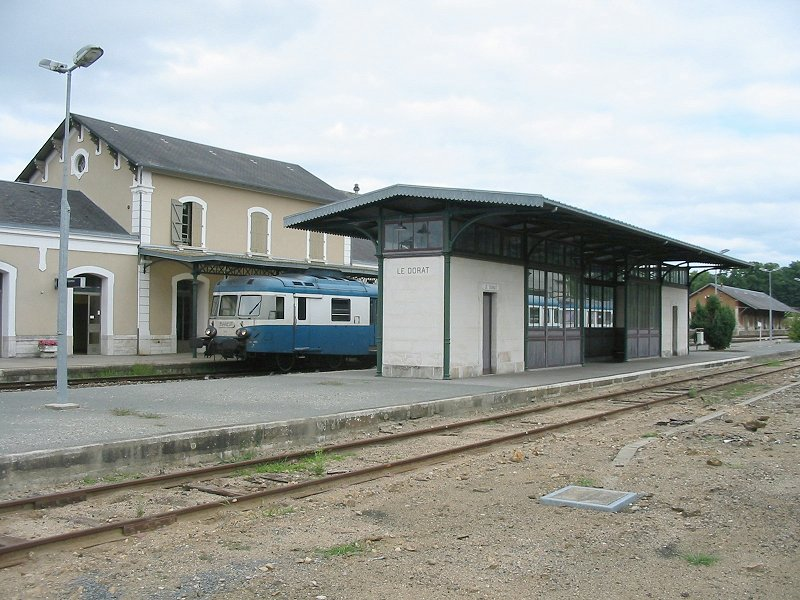
La gare en 2003.

La gare du Dorat est mise en service le 23 décembre 1867 par la Compagnie du chemin de fer de Paris à Orléans (PO), lorsqu'elle ouvre à l'exploitation sa ligne de Poitiers à Limoges.
En 2005, le bâtiment de la gare de Dorat est rénové dans le cadre du projet « Gare » de la région. Le réhaussement des quais, pour faciliter l'accessibilité aux trains, et la rénovation de l'éclairage est réalisé avant 2012. 
En 2015, la gare du Dorat est incluse dans le projet supplémentaire de rénovation des gares et halte à réaliser entre 2015 et 2018. 
Le guichet de la gare est fermé par la SNCF le 1er avril 2016. Néanmoins à la suite d'une réaction du président de la région Alain Rousset la SNCF modifie dans la journée cette fermeture totale en une fermeture partielle avec une ouverture une journée par semaine.
En 2022, selon les estimations de la SNCF, la fréquentation annuelle de la gare était de 19 239 voyageurs contre 19 196 voyageurs en 2019.

## Service des voyageurs

### Accueil
Gare SNCF, elle dispose d'un bâtiment voyageurs, avec guichet, ouvert uniquement le vendredi. Un guichet est ouvert du lundi au samedi à la « Maison de Service Public » au bureau de Poste. Elle est équipée d'automates pour l'achat de titres de transport TER. Elle est ouverte au service « point colis TER ».
Un passage de niveau planchéié permet la traversée des voies et le passage d'un quai à l'autre.

### Dessertes
Le Dorat est une gare régionale SNCF du réseau TER Nouvelle-Aquitaine, elle est desservie par des trains TER de la relation Limoges-Benedictins - Poitiers.

### Intermodalité
Un parc pour les vélos et un parking pour les véhicules y sont aménagés.